# Evernote
Evernote är en internettjänst och en svit av appar, som är avsedd att samla text-, bild- och ljudanteckningar, att göra-listor, bilder, länkar och annan information. Tjänsten går att använda från webben, från iOS-, Windows Phone, Blackberry och Android-appar samt genom datorprogram under Windows och OS X. Information som läggs till i en enhet synkas så att den finns tillgänglig på andra enheter och datorer. Tjänsten finns dels i en gratisversion, men också i en premiumversion med utökad funktionalitet.
Evernote är också namnet på företaget som står bakom produkten. Huvudkontoret finns i Redwood City, Kalifornien.